# Wattpad
Wattpad est un média social où les utilisateurs inscrits peuvent publier et partager des récits, poèmes, fanfictions, romans fantastiques, d'amour, policiers, nouvelles et articles en tout genre, en les rendant accessibles en ligne ou sur une application mobile avec une possibilité de lecture hors connexion. La plupart des contributeurs adoptent la forme du roman-feuilleton, avec de courts chapitres d'environ deux mille mots. Il s'y trouve des textes d'auteurs déjà publiés ou inconnus. Les lecteurs sont invités à publier des commentaires, tant sur un auteur, un livre ou un paragraphe. À la suite d'une mise à jour récente, les utilisateurs peuvent lire des œuvres payantes.
Ce site permet d'envoyer des messages entre utilisateurs, ce qui facilite la communication entre les écrivains et leur public ainsi que le bouche-à-oreille sur les œuvres publiées. Il est également possible d'ajouter des médias (photographies ou vidéos) aux chapitres.
Certains auteurs amateurs sur cette plateforme parviennent à se faire connaître du grand public, notamment Anna Todd avec sa saga fanfiction After.

## Historique

### Fondation et développement
Wattpad est cofondé en février 2006 à Toronto par deux jeunes entrepreneurs canadiens, Allen Lau et Ivan Yuen. Mais le site n'a vraiment pris son essor qu'avec l'arrivée de l'iPhone et du Kindle en 2007.
En février 2007, Wattpad annonce l'intégration de plus de 17 000 livres numériques en provenance du Projet Gutenberg. Ces ouvrages sont rendus accessibles sur téléphone mobile, d’abord sur iPhone et iPod touch (mars 2009), puis sur BlackBerry (avril 2009), Android (juin 2009) et iPad (avril 2010).
En septembre 2014, Wattpad regroupe plus de 34 millions de personnes, ce qui en fait la plus grande communauté au monde d'écrivains, lecteurs et remixeurs d'histoires. Wattpad et Creative Commons ont annoncé que la communauté de Wattpad est devenue en tant que plate-forme multimédia et réseau social le plus gros pourvoyeur au monde de textes rendus disponibles en licence Creative Commons 4.0 (la dernière version de Creative Commons, également adaptée aux bases de données), offerts aux créateurs et remixeurs du monde entier. Les histoires publiées sous cette licence seront téléchargeables, consultables et réutilisables par n'importe qui dans le monde. Mi-juillet 2014, 300 000 histoires étaient déjà partagées sous licence Creative Commons, avec la possibilité pour les Wattpadders qui le souhaitent de rester anonymes.
En février 2015 Wattpad lance sur le commerce la nouvelle app "After Dark" qui est spécialisée dans le genre du roman et s'adresse à un public de seuls adultes ( plus de 17 ans ). Elle propose des romans de romance pour adultes déjà populaires et approuvées par les utilisateurs et gérants de Wattpad dans des thèmes LGBTQ, fanfictions, etc. 
Par la suite, le 21 février 2017, Wattpad lance une autre application annexe : Tap  où l'on publie des courts récits écrits sous forme de messages (chat-style short stories). Les genres littéraires sont variés : mystère, romance, horreur, drama et autres. L'application est gratuite mais elle est pourvue d'un service premium qui permet d'accéder à un plus grand catalogue d'histoires. L'application a lancé "tap originals", un nombre d'histoires publiées par les auteurs les plus populaires de la plateforme.
Le 14 juillet 2020, Wattpad est l'objet d'une violation de données. Les données ont été vendues à 10 bitcoins (soit 98 000 euros à l'époque) avant d'être publiées sur un forum public de hackers, d'où elles ont largement circulé. La diffusion contenait plus de 268 millions d'adresses de courrier électronique et de mots de passe. Selon Wattpad tous les mots de passes étaient cryptés, et que les messages personnels et numéros de téléphone ont été épargnés.
Enfin en janvier 2021, la compagnie sud-coréenne Naver fait l'acquisition de Wattpad pour 600 millions de dollars. Le siège de l'entreprise reste cependant au Canada. L'union du public de Naver avec celui de Wattpad est chaque mois de 166 millions d'utilisateurs. Naver WEBTOON pourra introduire les webcomics dans le monde éditorial de Wattpad.

## Intérêt et retombées de la formule

### Le rapport entre lecteur et auteur
Cette plateforme permet aux auteurs de partager leurs histoires et de les ouvrir à de nouveaux publics en explorant les possibilités créatives offertes par les commentaires et le travail collaboratif. Les lecteurs sont notamment invités à voter pour les textes, en évaluer le contenu et à émettre des conseils. Ils peuvent également signaler des fautes ou encore souligner un passage particulièrement réussi. Les commentaires constructifs peuvent servir pour l'amélioration du texte et faire évoluer l'auteur dans son écriture. L'application tire donc son originalité d'une écriture tributaire d'autrui, au cœur de laquelle l'interaction ouverte entre auteur et lecteur tient une place cruciale. Les lecteurs ont la possibilité de les rémunérer s'ils le souhaitent. Certains Wattpadiens sont aussi des traducteurs bénévoles (plus de cinquante langues sont disponibles en 2014).
Dans cette approche, les notions de « succès » et de « best-seller » sont à considérer autrement. Sur une plateforme comme Wattpad, ceux-ci ne se définissent plus en termes de chiffres de vente, mais plutôt par le nombre de vues par les internautes qu'a reçu le texte. D'ailleurs, la plupart des auteurs sont également des lecteurs qui contribuent aussi à l'enthousiasme autour d'autres œuvres que les leurs. Une grande visibilité dans la communauté est un premier pas vers une reconnaissance auctoriale qui peut déboucher vers une publication dans une maison d'édition.
Récemment la plateforme permet également de partager ses histoires préférées sur Snapchat, permettant ainsi au lecteurs de partager leur passion pour un récit et connecter encore plus à travers une lecture commune.

### Les retombées
Le succès de la saga littéraire After d'Anna Todd est emblématique de la réussite des récits de fanfiction. Le texte avait déjà accumulé plus d’un milliard de vues sur la plate-forme Wattpad avant sa publication par Simon and Schuster en 2014. En 2019, le tirage dépassait les quinze millions d'exemplaires et le livre était en tête des bestsellers dans plusieurs pays. Un premier film en a été tiré en 2019.
En juin 2018, un nouveau hit de Wattpad, dont on parle particulièrement bien après son adaptation audiovisuelle tout aussi réussie sur Netflix : The Kissing Booth (cabine à embrasser) est basé sur la comédie romantique écrite par  Beth Reekles, 15-16 ans. En 2016, Netflix a commandé une adaptation en collaboration avec Wattpad Studios, la société qui gère les droits audiovisuels des auteurs. Les fabricants s'intéressent de plus en plus à ces hit-machines et distributeurs de billets destinés aux adolescents. Sony Pictures Television a acheté les droits de « Death is my BFF », qui a été lu plus de 92 millions de fois. Wattpad a également travaillé avec Turner, Universal Cable Productions (une division de NBC Universal) eOne et Paramount Pictures, entre autres.
Abigail Gibbs a obtenu une avance de Harper Collins pour la publication de Dinner with a Vampire (2013).
En France, Morgane Bicail a publié aux éditions Michel Lafon ses romans Phone Play (2016) et Ne t'attache pas (2017),.
Au Québec, le roman Les Éternelles de Shelby Maheux a été publié chez Michel Lafon Canada en 2018.
Aux Philippines, où Wattpad a un énorme public — le deuxième en importance après les États-Unis —, le réseau TV5 a effectué une série télévisée de 200 épisodes basée sur des histoires de la plateforme. Elle a remporté un vif succès et a augmenté la cote d'écoute de 30 %.

## Financement
Le site emploie 145 personnes (juin 2019) et a son siège social à Toronto. Il a reçu du financement à hauteur de 70 millions de dollars au terme de trois levées de fonds auprès d’investisseurs privés.
Depuis août 2013, Wattpad expérimente une autre source de financement, soit le fan funding ou financement assuré par les lecteurs : l’auteur annonce le montant nécessaire pour passer à une édition imprimée et invite les lecteurs à souscrire. Si le montant est atteint au terme de 30 jours, le projet va de l’avant, moyennant une remise de 5 % à Wattpad. Ce service est aussi disponible en France.
En 2017, Wattpad lance un service Premium à 5,99 $ par mois pour les usagers qui ne veulent pas voir de publicité. En 2018, il introduit un système de frais d'accès par chapitre pour certaines histoires, en prélevant un pourcentage en administration.
En 2019, Wattpad se lance dans l'édition et envisage de publier les six ouvrages les plus lus sur sa plateforme. Il commencera en août avec The QB Bad Boy & Me.

## Publication
Wattpad a noué des liens avec des maisons d'édition pour essayer d'aider les auteurs de Wattpad à recevoir une compensation pour leurs travaux. Une nouvelle branche, Wattpad Studios, a été développée pour connecter les écrivains populaires aux industries de l'édition et du cinéma. Wattpad a, dans le passé, fait équipe avec des groupes d'édition tels que Sourcebooks pour aider les auteurs de Wattpad à recevoir des offres de livres et à obtenir leur travail en version papier. Des maisons d'édition plus traditionnelles telles que Random House et HarperCollins ont approché des écrivains Wattpad populaires pour négocier des accords d'édition, permettant au site Web de servir de tremplin dans l'industrie de l'édition plus traditionnelle.
L'auteur Anna Todd, dont le travail After a reçu plus d'un milliard de lectures sur le site, a obtenu un contrat d'édition avec Simon & Schuster pour transformer son travail en ligne en une saga publiée en plusieurs livres. Une version cinématographique mettant en vedette Josephine Langford, Hero Fiennes-Tiffin, Selma Blair, Jennifer Beals, Peter Gallagher et Shane Paul McGhie a été publiée par Aviron sur la photo le 12 avril 2019.

## Communauté
Les utilisateurs proviennent du Canada, des États-Unis, des Philippines, de la France, de la Turquie, de l’Amérique latine, ainsi que du Royaume-Uni, de l’Australie, de l’Allemagne, du Maroc, de l’Algérie et de nombreux autres pays.
En janvier 2014, le site comptait dix-huit millions d’usagers inscrits, quelque vingt millions de récits et plus de 30 langues répertoriées.
En juin 2019, le site compte 4 millions d'auteurs, 70 millions d'usagers qui consacrent à la plateforme 22 milliards de minutes par mois et placent 200 millions de commentaires. 80 % des usagers ont moins de 25 ans. Le tiers des adolescentes aux États-Unis utilise Wattpad. L'objectif est d'atteindre le milliard d'usagers.
Le public de Wattpad est majoritairement féminin. Selon le sociologue Sébastien François cela s'explique, car, entre l'enfance et l'adolescence, l'écriture serait un hobby beaucoup mieux accepté et assumé chez les filles que chez les garçons. L'expert explique aussi que l'interaction constante entre lecteurs et auteurs contribue à la création de nombreuses amitiés virtuelles, dans ce contexte la fanfiction serait le prétexte pour parler de questionnements personnels. Cela éloigne le public masculin, qui semble plus intéressé à une approche individualiste et moins centrée sur l'expression des sentiments.
Les auteurs peuvent écrire sous pseudonyme. L'arrivée d'un nouveau chapitre est signifiée aux abonnés par une notification sur leur smartphone ou tablette.
Wattpad ne possède pas les droits des ouvrages publiés sur sa plateforme, de sorte qu'un auteur peut retirer son texte s'il trouve un éditeur.
Des écrivains connus ont partagé certains de leurs ouvrages sur le site. C’est le cas notamment de Margaret Atwood — qui a appuyé très tôt ce projet et s'est vu attribuer le titre de « fairy godmother » de la compagnie — et de Cory Doctorow.

## Concours d'écriture
Wattpad offre également à ses utilisateurs la possibilité de participer à des concours d'écriture. Le principal concours annuel s'appelle Wattys et a lieu depuis 2010. Tous les détenteurs d'un profil Wattpad peuvent participer au concours. L'information sur les concours peut être obtenue sur le site de Wattpad lui-même.
Souvent, les concours ont lieu en collaboration avec des marques comme Chipotle, Les Sims ou encore avec la maison d'édition Harlequin Enterprises.
Certains concours sont exclusifs à une zone géographique (Québec, Angleterre, France) tandis que d'autres sont internationaux.
Les concours sont soumis à des limites d'âge en fonction des créateurs ainsi qu’à des limites de temps et de nombres de mots.
Les concours suivent souvent l’actualité ou les événements comme la journée internationale des droits des femmes, ou encore une nouvelle série Netflix.
De nombreux prix peuvent être remportés allant d’une aide pour les bourses scolaires à un contrat dans une maison d’édition, rencontrer un auteur ou bien gagner un ordinateur portable.
En 2023, la chaîne YouTube de Wattpad met en ligne une vidéo montrant un personnage rappelant la Lofi Girl écrit un texte sur un ordinateur. Il s'agit pour Wattpad d'annoncer un partenariat avec la chaîne Lofi Girl et la mise en place d'un concours par Wattpad.

## Œuvres notables
- After, 5 livres et films en production, Anna Todd
- Kissing Booth, roman de Beth Reekles adapté au cinéma en 2018.
- Phone Play, Morgane Bicail publié en 2016
- Ashes falling for the sky (2 tomes), Nine Gorman et Mathieu Guibé publiés en 2018 et 2019
- La nuit où les étoiles se sont éteintes (2 tomes), Nine Gorman et Marie Alhino publiés en 2021 et 2022
- Le pacte d'Emma, Nine Gorman publié en 2017
- Seulement trois mois, Laurène Reussard publié en 2022
- Dans la tête d'une garce (2 tomes), Laurène Reussard publiés en 2018
- Un visage pour deux (2 tomes), Lyla Mars publiés en 2021 et 2022
- Nineteen (2 tomes), Lina Hope publiés en 2019
- Ghost secret, Lina Hope publié en 2022
- My Happily Ever After (5 tomes), Lina Hope publiés en 2018
- Timide, Sarah Morant publié en 2016
- Fragiles, Sarah Morant publié en 2017
- Blue : la couleur de mes secrets, Camille Pujol publié en 2017
- Viens on s'aime, Morgane Moncomble publié en 2017
- Aime moi, je te fuis, Morgane Moncomble publié en 2018
- Captive (3 tomes), Sarah Rivens publiés en 2022 et 2023
- Lakestone, Sarah Rivens publié en 2022
- Une année là-bas (3 tomes), Alyssa JFL publiés en 2017
- L'invocateur (5 tomes), Taran Matharu publiés en 2016
- Inside Mac (2 tomes), Eny Heli publiés en 2024
- À contre-sens (3 tomes en espagnol, 6 en français) de Mercedes Ron publié en 2015. Ils ont été adaptés en films (À contre-sens, À contre-sens 2 et À contre-sens 3).
- Eternal (une fiction sérielle dialoguée), Le Léopard Noir publié à partir de 2025